# Isola di Salm
L'isola di Salm (in russo: Остров Сальм, ostrov Sal'm) è un'isola russa nell'Oceano Artico che fa parte dell'arcipelago della Terra di Francesco Giuseppe.

## Geografia
L'isola di Salm si trova nella parte sud della Terra di Francesco Giuseppe; ha una forma rotondeggiante con un diametro massimo di circa 17 km; la superficie è di 343,7 km²; la sua altezza massima è di 343 m s.l.m.
Il territorio è quasi totalmente coperto di ghiaccio; fanno eccezione alcune cime montuose, poche zone costiere, e un bassopiano di circa 10 km² nel sud dell'isola.
Lo stretto di Murmanez (пролив Мурманец) la separa dall'isola di Wilczek a sud-ovest, mentre lo stretto di Fram (пролив Фрaм) la separa a sud-est dall'isola di Litke.

## Storia
L'isola è stata avvistata nel settembre 1873 dalla spedizione austro-ungarica sulla nave Tegetthoff. A causa del ghiaccio non fu possibile attraccare ed esplorare l'isola fino agli inizi dell'anno successivo.
È stata così chiamata dai membri della stessa spedizione in onore della famiglia Salm-Hoogstraeten, a cui apparteneva l'aristocratico Alfred Wilhelm Karl Alexander Graf von Salm-Hoogstraeten, uno dei finanziatori.

## Isole adiacenti
- Isole di Bisernye (Острова Бисерные, ostrova Bisernye), un gruppo di 7 isolotti lungo le coste meridionali.
- Isole di Höchstetter (Острова Гохштеттера, ostrova Gohštetter), 3 piccole isole qualche km a nord-est.
- Isola di Koldewey (Остров Кольдевея, ostrov Kol'deveja), a nord.
- Isola di Wilczek (Островa Вильчека, ostrova Vil'čeka) a sud-ovest.
- Isola di Litke (Остров Литке, ostrov Litke) a sud-est.